# Sojourner Mullein
Sojourner "Jo" Mullein, uno de los personajes conocidos como Green Lantern, es una superheroína que aparece en los cómics estadounidenses publicados por DC Comics. Creada por la autora ganadora del premio Hugo N. K. Jemisin, con ilustraciones de Jamal Campbell, es miembro de los Green Lantern Corps.
Mullein es la primera mujer negra en empuñar el anillo de los Green Lantern. Su primera aparición tuvo lugar en la serie de cómics Sector Lejano de 12 números de Young Animal, de la que es la protagonista principal.

## Historial de publicación
Sojourner Mullein apareció por primera vez en Far Sector # 1, una serie de cómics de 12 números donde actuó como la protagonista principal. El primer número fue publicado el 13 de noviembre de 2019, con fecha de portada de enero de 2020. Sector Lejano ganó el premio Hugo 2022 a la "Mejor historia gráfica o cómic". Más tarde, Mullein pasó a aparecer en los cómics principales de Green Lantern, apareciendo primero en Green Lantern (vol. 6) #2.

## Biografía ficticia

### Origen
Jo Mullein fue criada como hija de una pareja divorciada en la ciudad de Nueva York. Después de presenciar los ataques del 11 de septiembre, Jo se inspiró para hacer una diferencia en el mundo, se graduó como mejor estudiante en su escuela secundaria y se unió al Ejército de los Estados Unidos, y más tarde al Departamento de Policía de la Ciudad de Nueva York. Durante su carrera policial, fue testigo de cómo su compañero golpeó a un sospechoso casi hasta la muerte. Antes de poder entregarlo, fue despedida repentinamente después de ser etiquetada en una publicación de Facebook de Black Lives Matter. Después de ser despedida, un Guardián del Universo se acercó a Jo y le entregó un anillo de poder y un desafío: "Un año para marcar la diferencia".

### Frontera Infinita
Después de los sucesos de Frontera Infinita, Mullein comenzó a aparecer en los principales cómics de Green Lantern, convirtiéndose en un Green Lantern principal junto a Hal Jordan, John Stewart, entre otros.

## Poderes y habilidades
Artículo principal: Anillo de poder.

## Otras versiones
- En el posible futuro de Future State, Sojourner Mullein era la líder de la Liga de la Justicia.[4]
- La versión adolescente de Jo hizo un cameo en el episodio de DC Super Hero Girls, "#CruzControl".